# Radegast (bier)
Radegast is een Tsjechisch biermerk. Het bier wordt gebrouwen in Brouwerij Radegast (eigendom van Asahi) te Nošovice. Het bier is genoemd naar Radegast, de god van de gastvrijheid, uit de Slavische mythologie.

## Varianten
- Originál, blonde lager met een alcoholpercentage van 4%
- Premium, blonde lager met een alcoholpercentage van 5,1%
- Nefiltrovaný, blond ongefilterd bier van 5%
- Ratar, extra bittere blonde lager (50 IBU) met een alcoholpercentage van 4.3%

### Voormalig
- Klasik, blonde lager met een alcoholpercentage van 3,6%
- Porter, donkere porter met een alcoholpercentage van 6,5%
- Tmave 10°, donkere lager
- Triumf, blonde lager van 3,9%

## Internationale prijzen
- Australian International Beer Awards 2011 – zilveren medaille voor Radegast Premium
- Australian International Beer Awards 2010 – zilveren medaille voor Radegast Premium
- Australian International Beer Awards 2009 – bronzen medaille voor Radegast Premium
- Australian International Beer Awards 2008 – bronzen medaille voor Radegast Premium
- Australian International Beer Awards 2007 – bronzen medaille voor Radegast Premium
- Australian International Beer Awards 2006 – bronzen medaille voor Radegast Premium
- Australian International Beer Awards 2005 – zilveren medaille voor Radegast Originál
- World Beer Cup 2004 – bronzen medaille voor Radegast Originál
- World Beer Cup 2002 – gouden medaille voor Radegast Originál
- Radegast Premium: "Bier van het jaar" in Tsjechië 1992, 1993, 1994, 1996, 1997 & 1998

## Galerie

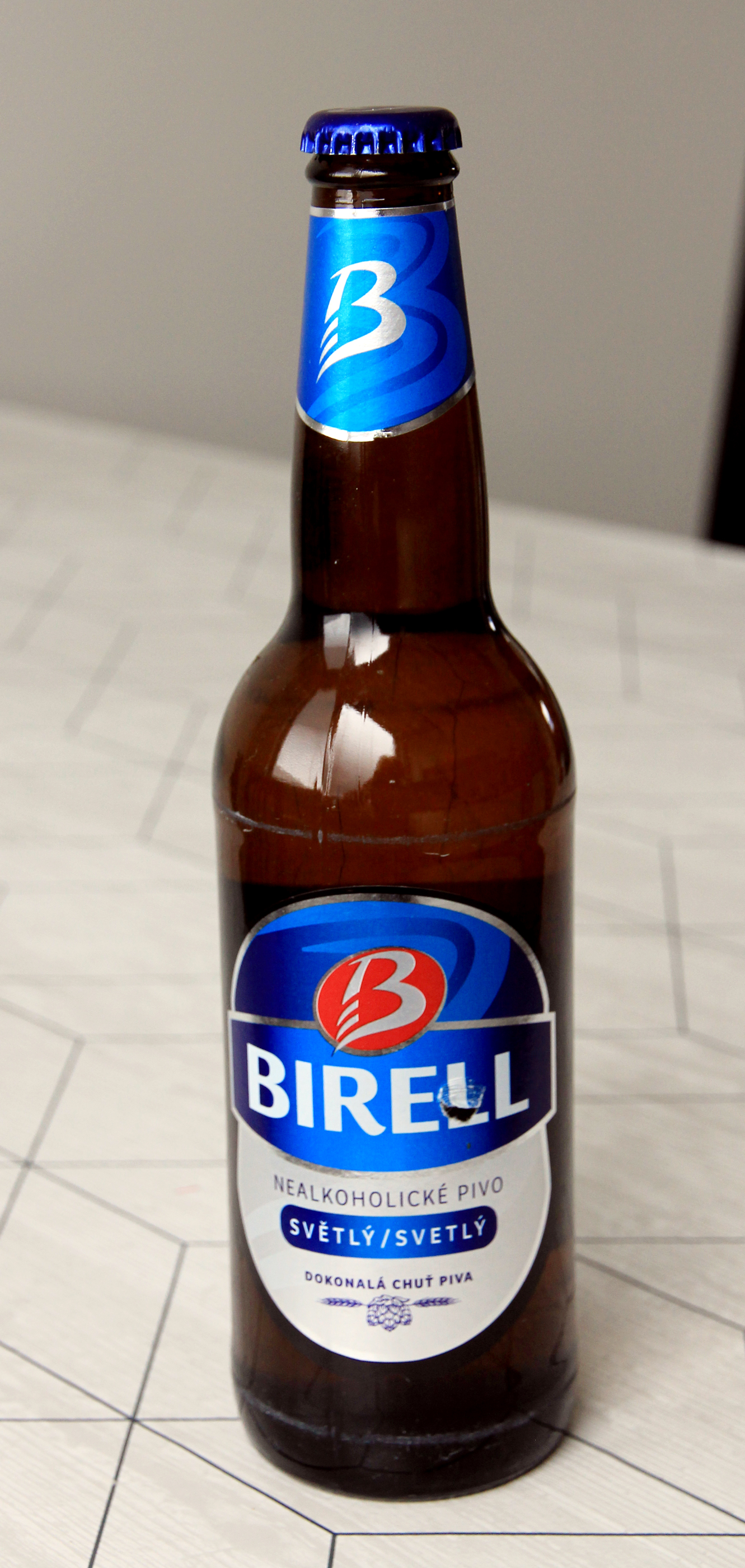
Birell
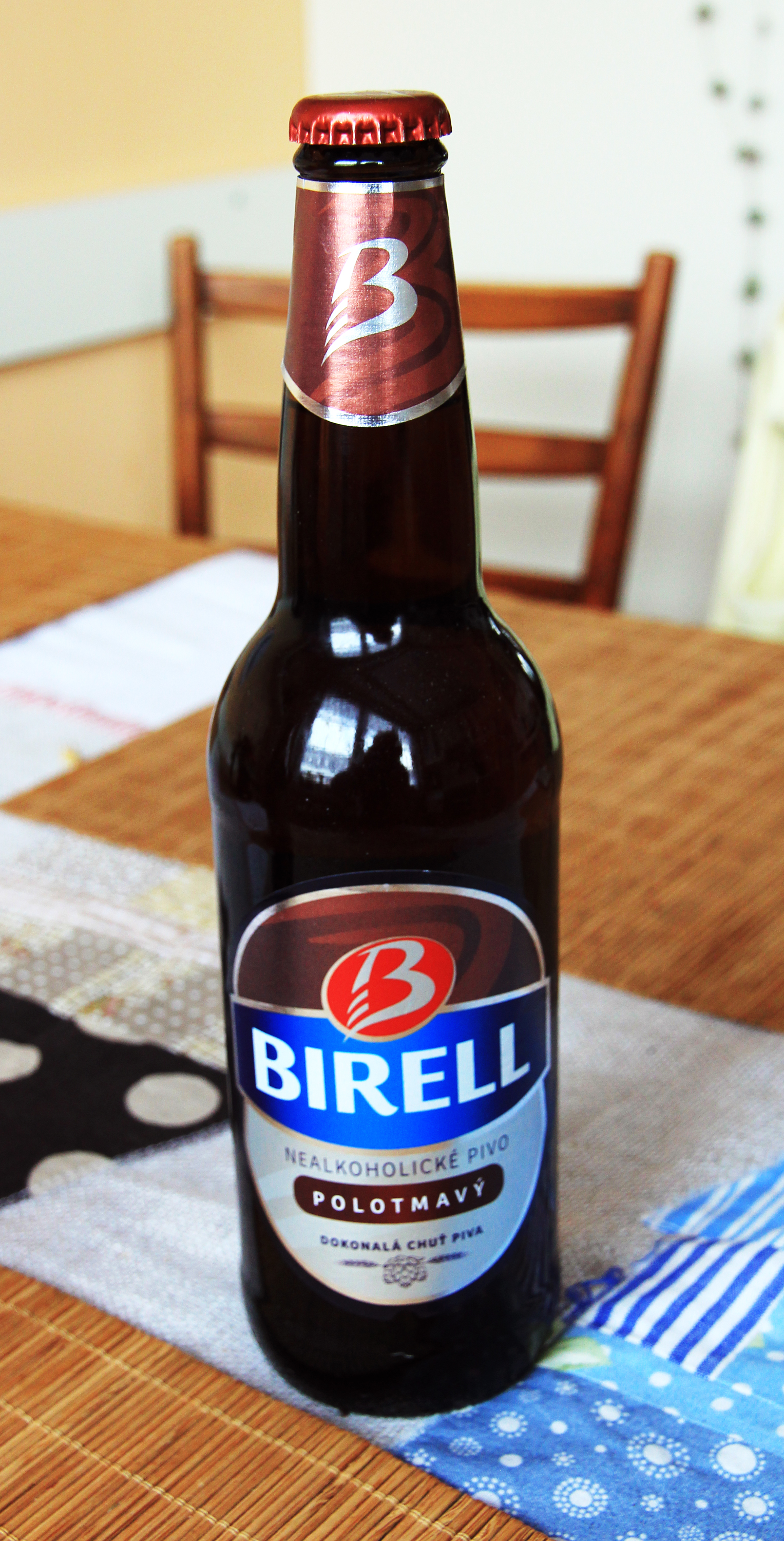
Birell polotmavý
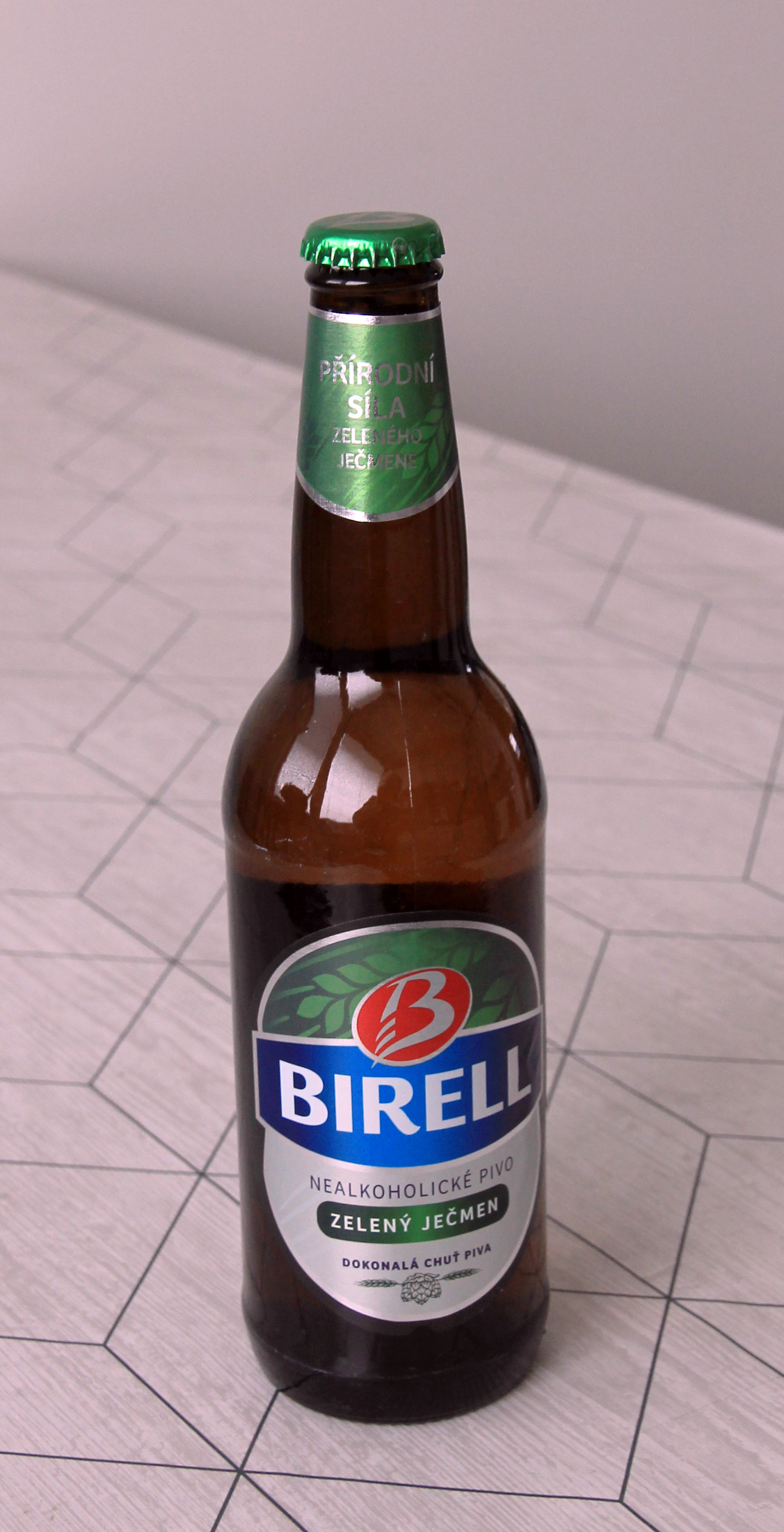
Birell zelený ječmen
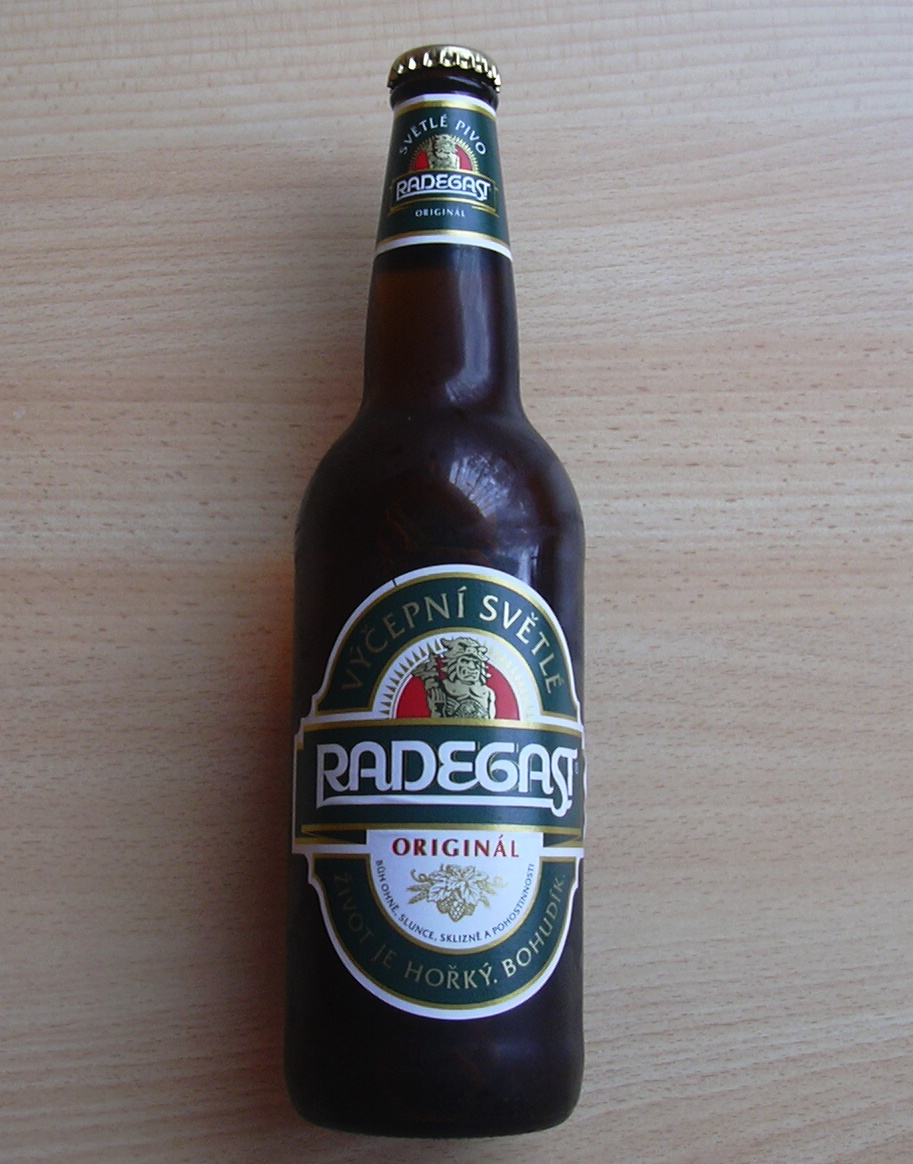
Radegast výčepní světlé
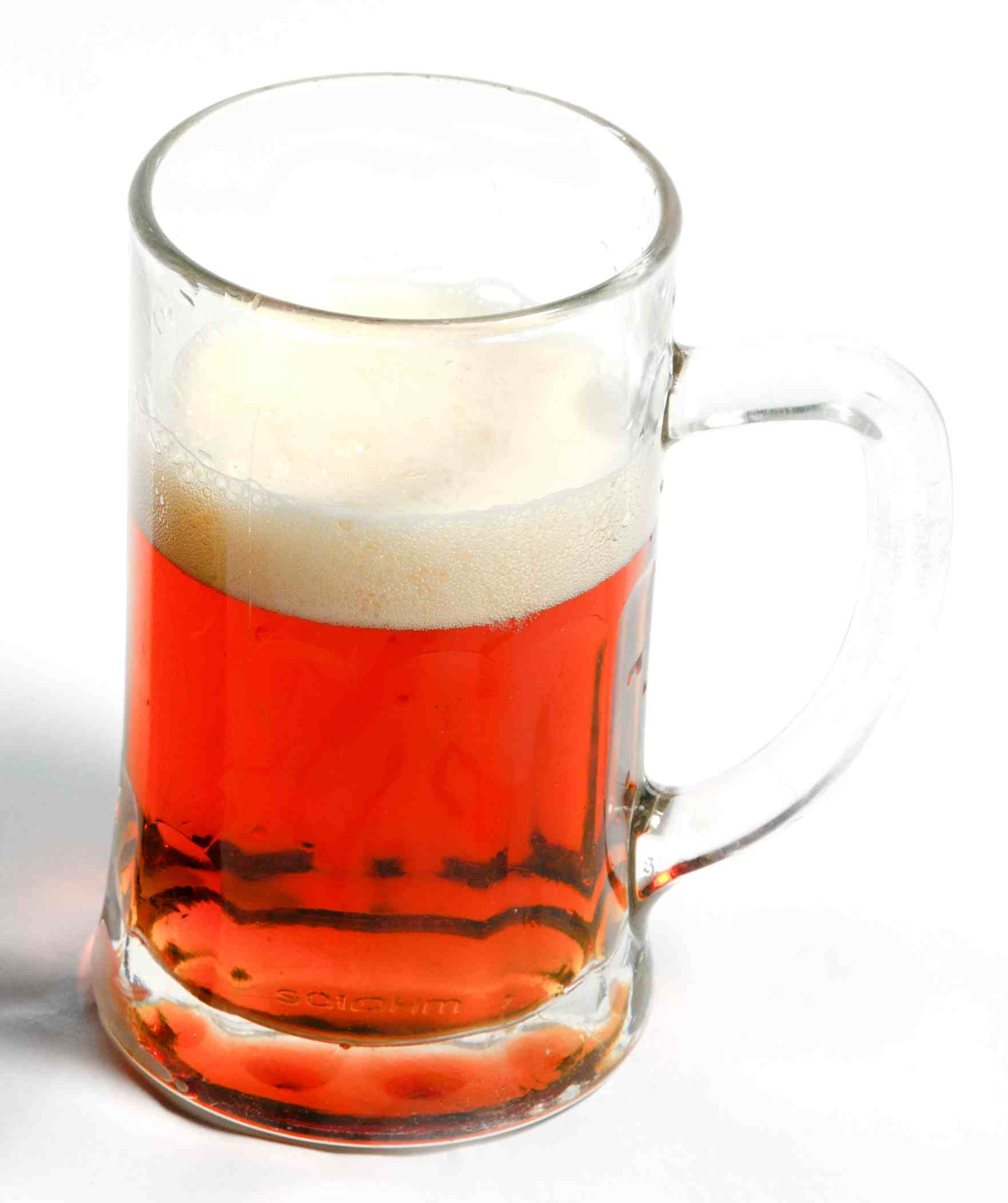
Radegast Temně hořký